# Dimuca
Dimuca ist eine Gemeinde in Angola. Die Flüsse Lulôvo und Lucala fließen durch die Gemeinde. Zwischen ihnen liegt der Hauptort der Gemeinde, Entre-os-Rios (port. für „Zwischen-den-Flüssen“).

## Geschichte
Dimuca war bereits eine Gemeinde im Kreis Ambaca, als 1920 hier die Portugiesische Kolonialverwaltung den Militärposten 15 de Agosto einrichtete. Der 1925 gegründete Ort Negage gehörte anfangs zu Dimuca, wurde jedoch in Folge seiner wachsenden Bedeutung eine eigene Gemeinde, später Sitz eines eigenen Kreises. Seit 1969 gehört Dimuca zum Kreis Negage.

## Verwaltung
Dimuca ist eine Gemeinde (Comuna) des Landkreises (Município) von Negage, in der Provinz Uíge. Die Gemeinde umfasst eine Fläche von 888 km² mit 27.523 Einwohnern (hochgerechnete Schätzung 2013). Die Volkszählung 2014 soll fortan gesicherte Bevölkerungsdaten liefern.
Sitz der Gemeinde Dimuca ist der Ort Entre-os-Rios. In der Gemeinde liegen insgesamt 33 Ortschaften, die in 12 Regedorias, den traditionellen Verwaltungsbezirken Angolas, eingeteilt sind.